# Photismus
Als Photismen bezeichnet man Farbenvorstellungen, die durch Schallempfindungen hervorgerufen werden.
Nach Eugen Bleuler und Karl Lehmann („Über zwangsmäßige Lichtempfindungen durch Schall usw.“, Leipzig 1881) besitzen einzelne Menschen die Eigenschaft, bei bestimmten Schallempfindungen auch eine bestimmte Farbe wahrzunehmen.

## Photismen in der Malerei
Der ansonsten gegenständliche Maler Karel Liška (1914–1987) malte abstrakte „Musik-Bilder“, die er beim Anhören von Musikstücken empfand. Er nannte diesen Vorgang auch „Synopse“.